# Абрахам, Джей
Джей Абрахам (Jay Abraham) — американский маркетолог, консультант, спикер конференций и автор. Родился 8 января 1949 года в Индианаполисе, Индиана, США.

## Биография
Стал известен благодаря разработке стратегий прямого маркетинга в 1970-х. В 2000 году Forbes включил его в пятерку лучших тренеров для руководителей в США. Он является основателем и генеральным директором Abraham Group, консалтинговой фирмы по маркетингу, специализирующейся на разработке стратегий развития предприятий.

## Профессиональная жизнь
Абрахам является основателем и генеральным директором The Abraham Group, консультационной фирмы, специализирующейся на маркетинге прямого отклика. Его клиенты включают в себя как небольшие частные компании, так и международные корпорации. Главным направлением консультаций Джея Абрахама является разработка стратегий развития компаний. В своей роли консультанта по бизнесу и маркетингу Абрахам оказал помощь более 10 000 компаний из более чем 400 различных отраслей по всему миру. Он — автор бестселлеров, посвященных экономическим стратегиям развития компаний после спада в начале 1990-х и рецессии 2008 года.Абрахам также известен как ведущий спикер на корпоративных мероприятиях и конференциях в странах по всему миру, включая США, Мексику, Россию, Китай, и Австралия.
Является советником EFactor.com с 2011 года.

## Книги Джея Абрахама
- Abraham, Jay (2000). Getting Everything You Can Out of All You’ve Got: 21 Ways You Can Out-Think, Out-Perform, and Out-Earn the Competition, Truman Talley Books, 384 pages. ISBN 978-0312204655
- Abraham, Jay (2009). The Sticking Point Solution: 9 Ways to Move Your Business from Stagnation to Stunning Growth in Tough Economic Times, Vanguard Press, 272 pages. ISBN 978-1593155100